# Élections législatives de 1914 dans la 1re circonscription de Dunkerque
Les élections législatives françaises de 1914 dans la 1re circonscription de Dunkerque se déroulent les 26 avril et 10 mai 1914.

## Circonscription
La 1re circonscription de Dunkerque était composée en 1914 des cantons de Dunkerque-Est, Dunkerque-Ouest et Gravelines.

## Contexte
A la veille du 1er conflit mondial, Alfred Dumont conseiller général du canton de Dunkerque-Est et ancien maire de Dunkerque se représente face aux élécteurs face à lui le président du Conseil d'arrondissement de Dunkerque, Adolphe-Édouard Défossé, Henri Nassens conseiller municipal de Coudekerque-Branche et Pierre Gerno un révolutionnaire anarchiste.

## Résultats[1]
- Députés sortants : Alfred Dumont (AL)

| Candidat           | Candidat                | Parti                      | Premier tour | Premier tour | Second tour | Second tour |
| Candidat           | Candidat                | Parti                      | Voix         | %            | Voix        | %           |
| ------------------ | ----------------------- | -------------------------- | ------------ | ------------ | ----------- | ----------- |
|                    | Alfred Dumont*          | AL                         | 9 643        | 48,88        | 9 514       | 47,90       |
|                    | Adolphe-Édouard Défossé | Radical-socialiste         | 7 497        | 38,00        | 10 071      | 50,70       |
|                    | Henri Nassens           | SFIO                       | 2 065        | 10,46        | 9           | 0,04        |
|                    | Pierre Gerno            | Révolutionnaire anarchiste | 220          | 1,11         | 86          | 0,43        |
|                    |                         |                            |              |              |             |             |
| Inscrits           | Inscrits                | Inscrits                   | 26 794       | 100,00       | 26 367      | 100,00      |
| Abstentions        | Abstentions             | Abstentions                | 7 068        | 26,37        | 6 507       | 24,67       |
| Votants            | Votants                 | Votants                    | 19 726       | 73,62        | 19 860      | 75,32       |
| Blancs et nuls     | Blancs et nuls          | Blancs et nuls             |              |              | 180         | 0,90        |
| * députés sortants |                         |                            |              |              |             |             |